# Ænima
| Críticas profissionais | Críticas profissionais |
| Avaliações da crítica  | Avaliações da crítica  |
| Fonte                  | Avaliação              |
| ---------------------- | ---------------------- |
| Allmusic               | 4.5 de 5 estrelas.     |
| Alternative Press      | 3 de 5 estrelas.       |
| Entertainment Weekly   | A−                     |

Ænima é o segundo álbum de estúdio da banda de metal alternativo americana Tool. Foi lançado em formato de vinil em 17 de setembro de 1996 e em formato de disco compacto em 1 de outubro de 1996 pela Zoo Entertainment. O álbum foi gravado nos estúdios Ocean Way, em Hollywood, e The Hook, em North Hollywood, de 1995 a 1996. O disco foi produzido por David Bottrill.
O álbum estreou em 2° na Billboard 200 após seu lançamento inicial, vendendo 148 mil cópias em sua primeira semana. Foi certificado com tripla platina pela RIAA em 4 de março de 2003. O álbum apareceu em várias listas dos melhores álbuns de 1996, incluindo as revistas Kerrang! e Terrorizer. A faixa "Ænema" recebeu o prêmio Grammy de Melhor Performance de Metal em 1998. Em 2003, Ænima foi classificado como o sexto álbum mais influente de todos os tempos pela Kerrang!. A Rolling Stone listou o álbum no 18º lugar na lista dos 100 melhores álbuns de metal de todos os tempos.

## Contexto
Ænima foi o primeiro álbum de estúdio do Tool com o ex-baixista da banda Peach, Justin Chancellor.
O título Ænima é uma combinação das palavras "anima", associado às idéias de "força vital" e um termo frequentemente usado pelo psiquiatra Carl Jung; e "enema", o procedimento médico que envolve a injeção de fluidos no reto.
grandes partes das letras do album é uma homenagem ao comediante e crítico social Bill Hicks.
Singles promocionais foram lançados, em ordem de lançamento, para "Stinkfist", "H.", "Ænema" e "Forty Six & 2", com apenas o primeiro e terceiro recebendo vídeos musicais. Várias das músicas são seguidas de interlúdios que se conectam a músicas mais longas, aumentando a duração total do CD no máximo de 80 minutos. Esses interlúdios são "Useful Idiot", "Message to Harry Manback", "Intermission", "Die Eier von Satan", "Cesaro Summability" e "(-) Ions".

## Faixas
Todas as letras escritas por Maynard James Keenan. Todas as músicas compostas por Adam Jones, Danny Carey, e Justin Chancellor, exceto onde anotado.
| N.º            | Título                                   | Compositor(es)           | Duração |  |
| 1.             | "Stinkfist"                              | Jones Carey Paul D'Amour | 5:11    |  |
| 2.             | "Eulogy"                                 | Jones Carey D'Amour      | 8:28    |  |
| 3.             | "H."                                     | Jones Carey D'Amour      | 6:07    |  |
| 4.             | "Useful Idiot"                           |                          | 0:38    |  |
| 5.             | "Forty Six & 2"                          |                          | 6:04    |  |
| 6.             | "Message to Harry Manback" (spoken word) |                          | 1:53    |  |
| 7.             | "Hooker with a Penis"                    |                          | 4:33    |  |
| 8.             | "Intermission"                           |                          | 0:56    |  |
| 9.             | "Jimmy"                                  |                          | 5:24    |  |
| 10.            | "Die Eier von Satan" (em alemão)         |                          | 2:17    |  |
| 11.            | "Pushit"                                 | Jones Carey D'Amour      | 9:55    |  |
| 12.            | "Cesaro Summability"                     |                          | 1:26    |  |
| 13.            | "Ænema"                                  |                          | 6:39    |  |
| 14.            | "(-) Ions"                               |                          | 4:00    |  |
| 15.            | "Third Eye"                              |                          | 13:47   |  |
| Duração total: | Duração total:                           | Duração total:           | 77:18   |  |

Samples:
- * Bill Hicks - áudio usado em "Third Eye".

## Equipe

### Músicos
| - Maynard James Keenan - vocais - Adam Jones - guitarra - Justin Chancellor - baixo - Danny Carey - bateria, percussão, samples - Marko Fox – vocais em "Die Eier von Satan" - Eban Schletter – orgão em "Intermission" - Chris Pitman – sintetizador em "Third Eye" - David Bottrill – piano e teclado em "Message to Harry Manback" | - David Bottrill – teclados, produção, engenheiro, mixagem - Alana Cain – modelo (contorcionista) - Cam de Leon – arte, ilustração de computador - Fabrico DiSanto – fotografia, assistente de fotografia - Gudrun Fox – tradução de "Die Eier von Satan" - Adam Jones – produção, direção de arte - Jeremy Glasgow – assistente de percussão - Concetta Halstead – produtor, design - Billy Howerdel – técnico de guitarra, técnico de 'pro tools' - Jeff Novack – fotografia - Mark Rappaport – consultor de efeitos - Keith Willis – arte - Kevin Willis – produtor, direção de arte, pinturas - Joel Larson - Karen Mason |

## Paradas
| Ano  | Chart         | Posição                     |
| ---- | ------------- | --------------------------- |
| 1996 | Billboard 200 | 2 (140,000 cópias vendidas) |

| Ano  | Single          | Chart                        | Posição |
| ---- | --------------- | ---------------------------- | ------- |
| 1996 | "Stinkfist"     | Modern Rock Tracks (EUA)     | 19      |
| 1996 | "Stinkfist"     | Mainstream Rock Tracks (EUA) | 17      |
| 1997 | "H."            | Mainstream Rock Tracks (EUA) | 23      |
| 1997 | "Ænema"         | Mainstream Rock Tracks (EUA) | 25      |
| 1997 | "Forty-Six & 2" | Mainstream Rock Tracks (EUA) | 22      |

## Certificações
| País           | Certificação              | Vendas     |
| -------------- | ------------------------- | ---------- |
| Estados Unidos | 3× Platina - RIAA         | 3,429,000+ |
| Canadá         | 1× Platina - Music Canada | 100,000+   |
| Austrália      | 1× Platina - ARIA         | 70,000+    |
| Nova Zelândia  | 1× Platina - RIANZ        | 15,000+    |